# Camee

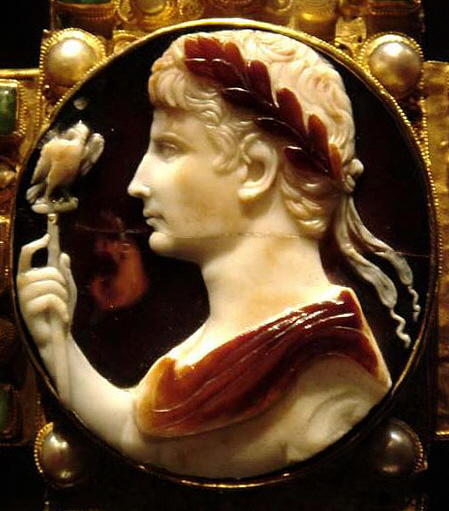
Camee cu chipul împăratului Augustus (Lotharkreuz, Domul din Aachen)

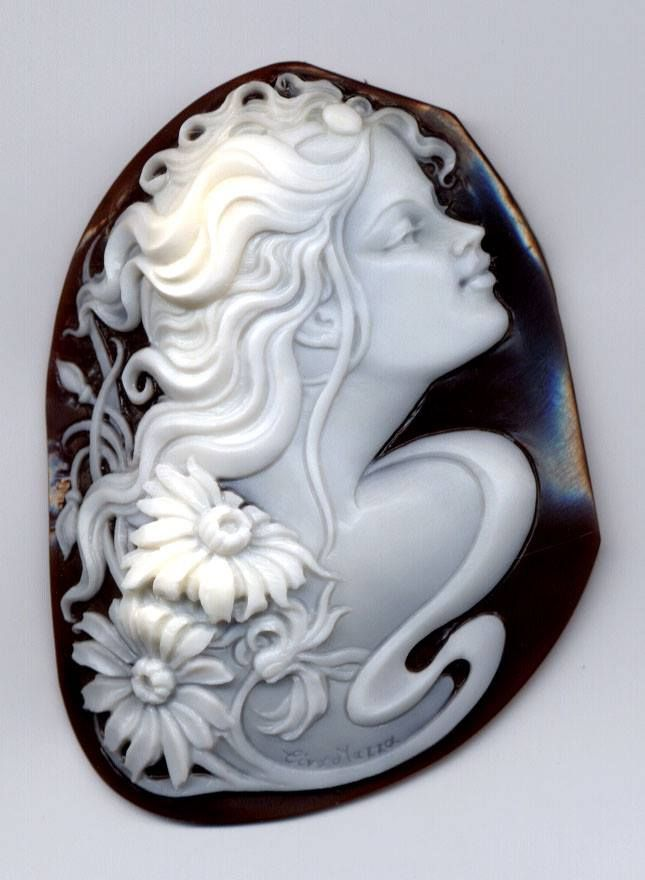
Camee modernă lucrată în valva scoicii "Cassis madagascarensis"

Cameea este o piatră semiprețioasă, dură, uneori formată din straturi de culori diferite, sculptată în relief (tehnică opusă intaliei, intalia fiind o piatră dură, gravată în adâncime, folosită mai ales la inele ca sigiliu), cu figuri sau motive decorative, purtată ca podoabă sau destinată a împodobi diverse obiecte.
Se folosește de cele mai multe ori calcedonie și onix, mai rar lavă sau moluște.
Această tehnică de gravură, respectiv de sculptură în basorelief, se aplică în special pe materiale care au straturi de culori contrastante, care sunt aduse la vedere în acele locuri în care pot crea forme. Arta de sculptare a pietrelor prețioase sau semiprețioase se numește gliptică.
Constantin C. Orghidan a donat Academiei Române colecția sa de pietre gravate (constând din 965 de geme și camee), în care se afla și cea mai interesantă piesă gliptică aparținând patrimoniului artistic al României. Este vorba despre o camee lucrată în sardonix policrom (maron, brun-violet, verde-brun, alb și brun-roșcat) de formă eliptică și de dimensiuni excepționale (17,5 cm înălțime, 13,6 cm lățime și 4,2 cm grosime) cu o greutate de 905 g. Este a cincea camee din lume ca mărime și greutate după cele păstrate la Paris, Viena, Haga și Neapole.